# ان‌جی‌سی ۵۶۶۸
ان‌جی‌سی ۵۶۶۸ (انگلیسی: NGC 5668) نام یک کهکشان در صورت فلکی دوشیزه است.